# Spyder (missile)
Le Spyder (Surface-to-air PYthon and DERby)  est un système d'armes antiaériennes de conception israélienne, basé sur un châssis de camion Tatra ou Mercedes, entre autres, et composé de deux types de missiles surface-air, le Python 4 et le Derby.

## Historique

### Développement
Développé juste après la mise en service du Derby, le Spyder fut une des réponses de l'armée israélienne à la menace croissante des tirs des roquettes et autre missiles à courte portée.
Rafael, MBT et Elta se sont associées afin de produire ce système d'armes. Rafael fut chargé des missiles, MBT de l'intégration missile-radar-plateforme de lancement, et Elta de la conduite de tir-radar, le tout sous la maitrise d'œuvre IAI.
Spyder est un système de réaction rapide capable d'engager des avions, hélicoptères, véhicules aériens sans pilote, les drones et les munitions guidées de précision à courte portée et basse et moyenne altitude. Il peut défendre aussi bien des objectifs fixes, que des objectifs mobiles. Il est aussi équipé contre les menaces chimiques et biologiques.
Le Spyder couvre 360 degrés en azimut et son temps de réaction est de moins de 5 secondes, depuis l'acquisition de la cible jusqu'au départ du missile. Les missiles sont capables d'engager une cible avant (eng: LOBL) ou après le tir (eng: LOAL).
Il fut présenté au public pour la première fois au Salon du Bourget en 2005.
La modularité du système Spyder lui permet d'être déployé sur presque tous les camions militaires.

### En opération
Lors de la deuxième guerre d'Ossétie du Sud un système Spyder Géorgien a abattu un Su-24M russe.
Lors de la confrontation indo-pakistanaise de 2019, il est crédité de la destruction d'un drone de surveillance pakistanais le 27 février 2019,. Le 27 février, 
un hélicoptère Mil Mi-17 V5 de la force aérienne indienne est détruit lors d'un tir ami par un missile sol-air Spyder dans le district de Badgam tuant les six personnes à son bord et une personne au sol.

## Mode d'opération

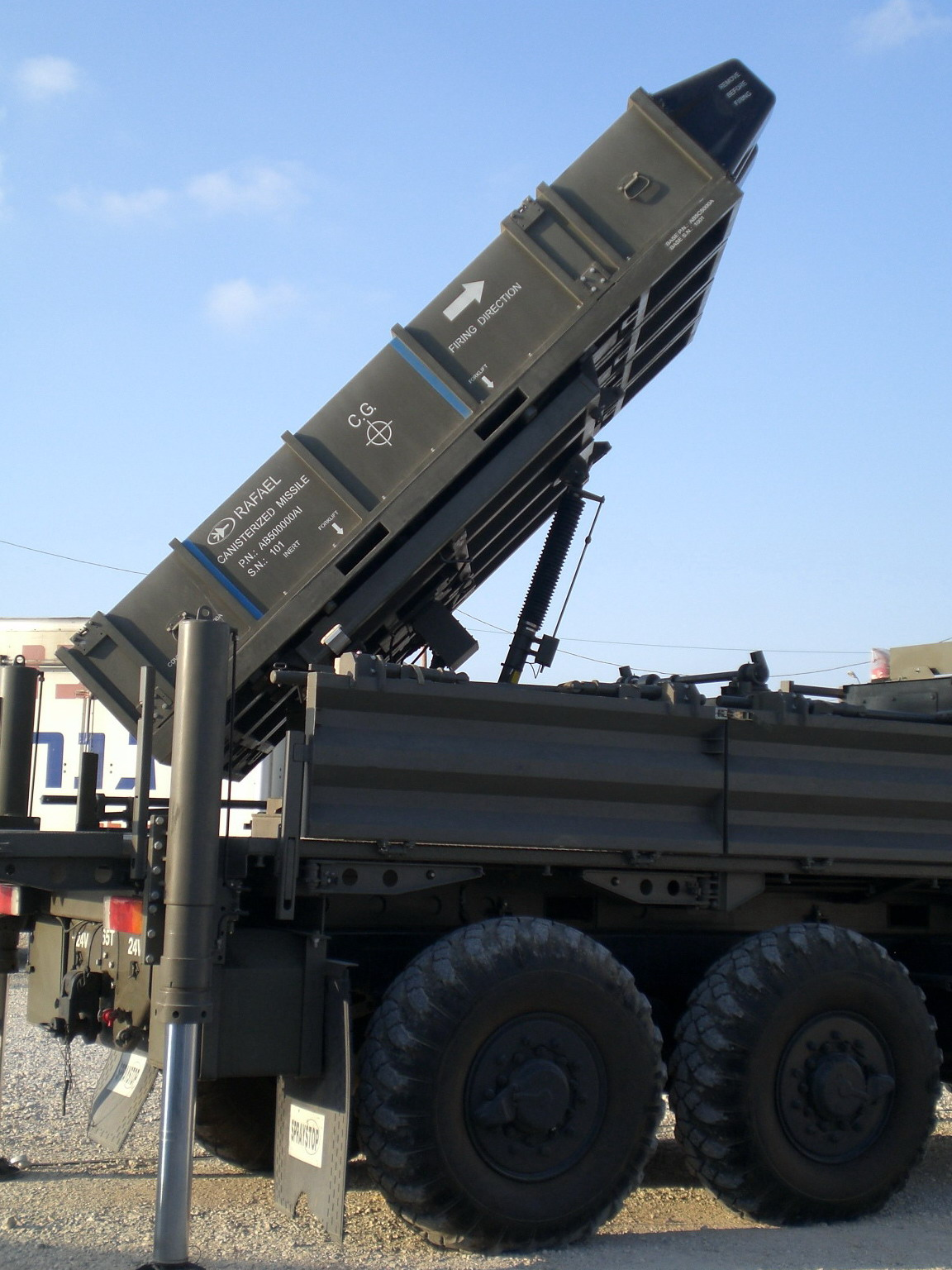
Canister pour missile Spyder.

Une batterie de missiles sol-air standard comprend jusqu'à huit véhicules: une station mobile de contrôle radar et de commande, quatre à six unités mobiles de tir comprenant quatre missiles, généralement deux Pythons et deux Derbys mais aussi toute autre combinaison possible entre le Derby et le Python, et d'une unité mobile de maintenance et missiles supplémentaires.
La station radar et de commande (CCU) est montée sur une plateforme de camion Tatra tchèque. Elle comprend un module IFF, les moyens de communications radio et peut recevoir des informations d'autres sources (terrestre ou aérienne) éloignées de plus de 100 km. Le CCU emporte un radar Elta EL/M 2106 (en) Atar 3D tout temps et équipé de contres-contres mesures électroniques.
Les stations de tir (MFU), toujours sur châssis Tatra, sont reliées par liaison radio au CCU, et sont au nombre de quatre, mais un total de six stations peuvent être reliées au CCU. Ces MFU sont équipées de quatre missiles prêts au tir.
La station de maintenance et de rechargement emporte des missiles supplémentaires.

## Version
Il existe deux versions du Spyder.
Spyder SR : utilisé principalement en défense ponctuelle et immédiate avec une portée limitée à 15 km et un plafond de 9 km. La capacité de missiles est de quatre par unité de tir.
Spyder MR : utilisé par contre pour une défense de zone grâce à une portée plus grande, 50 km, et un plafond plus haut 16 km. La capacité de missile passe à huit par unité de tir et le lancement est vertical. Il utilise des versions plus modernes des missiles, le Phiton-5 ASDs, ainsi que nouveau type de missile Derby. Ces missiles sont significativement plus performant que les anciens, ils peuvent encaisser jusqu'à 12 G ce qui les rends beaucoup plus manœuvrant. 
Les deux systèmes sont inter-opérationnels et utilisent le même type de missiles des versions air-air.

## Pays utilisateurs
- Azerbaïdjan[6]
- Éthiopie[7],[8]
- Géorgie
- Inde Livré à partir de 2012, opérationnel depuis 2017[9]
- Israël
- Pérou[10],[11]
- Philippines : contrat pour 3 batteries en 2021[12]
- République tchèque : contrat en 2021 pour une livraison à partir de 2026.
- Singapour
- Viêt Nam